# اس‌وای مورنینگ
اس‌وای مورنینگ (به انگلیسی: SY Morning) یک کشتی است که طول آن ۱۴۰ فوت (۴۳ متر) می‌باشد.